# اوهانا شیواناند
اوهانا شیواناند (انگلیسی: Ohanna Shivanand؛ زادهٔ ۱۰ دسامبر ۱۹۸۲) با نام اصلی شیلپا آناند، یک هنرپیشه و مدل اهل هند و آفریقای جنوبی است.
او به‌عنوان مدل در چندین تبلیغ تلویزیونی با عامر خان، آیشواریا رای و آمیتاب باچان حضور داشته‌است.
او خواهر ساکشی شیواناند است.